# La Télé des renards

La Télé des renards est l'ancienne dénomination d'une section du portail sports de la chaîne de télévision généraliste sur Internet E.K. TV développée en partenariat avec le club de basketball belge Belfius Mons-Hainaut. Cette section diffuse des émissions centrées autour des matchs et de la vie du club et constitue sa principale vitrine de visibilité sur Internet. 
Il ne s'agit ni de sous-traitance ni d'un média de club, mais d'un partenariat entre E.K. TV, média indépendant, et le club de basket Dexia Mons-Hainaut : tous les programmes sont produits par la chaîne, sur fond propre et grâce au concours du club. 
En résumé, l'accord qui unit les deux entités repose sur un échange de bons procédés : les revenus publicitaires générés par les visites reviennent en intégralité à E.K., tandis que le club bénéficie d'une visibilité vidéo professionnelle sur Internet.
L'abandon de la dénomination La Télé des renards a été décidé afin de mettre fin à une certaine confusion : les spectateurs avaient tendance à croire qu'E.K. TV était une partie de La Télé des renards, alors qu'il s'agissait du contraire.